# Coleophora albulae
Coleophora albulae is een vlinder uit de familie kokermotten (Coleophoridae). De wetenschappelijke naam is voor het eerst geldig gepubliceerd in 1880 door Frey.
De soort komt voor in Europa.